# Draba hookeri
Draba hookeri är en korsblommig växtart som beskrevs av Wilhelm Gerhard Walpers. Draba hookeri ingår i släktet drabor, och familjen korsblommiga växter. IUCN kategoriserar arten globalt som nära hotad. Inga underarter finns listade i Catalogue of Life.